# 유고슬라비아 평화 회담 중재위원회
유고슬라비아 평화 회담 중재위원회(Arbitration Commission of the Peace Conference on Yugoslavia) 혹은 통칭 바댕테르 중재위원회(Badinter Arbitration Committee)는 1991년 8월 27일 유럽 경제 공동체(EEC) 각료이사회에서 유고슬라비아 연방의 해체에 관련하여 분쟁 중인 법률 문제를 해결하고 유고슬라비아 사태 해결을 위해 국제적인 평화회의의 틀 내에서 법률 자문을 제공하기 위해 설립한 특별중재 기관이다.
초기 위원회는 1986년부터 1995년까지 프랑스 헌법재판소 의장을 역임한 로베르 바댕테르를 위원장으로 하고 EEC 각 회원국의 헌법재판소장 5명으로 구성되었다. 1993년 구성된 후속 중재위원회에서는 EEC 국가의 헌법재판소장 외에 국제법원 재판관도 포함되었다. 중재위원회는 1991년부터 1993년까지 유고슬라비아 사회주의 연방공화국 내 각 공화국의 분쟁으로 발생한 주요 법적 문제에 대한 15가지 의견을 발표했다. 위원회 회의는 프랑스 파리에서 열렸다.
국제법적인 관점에서 가장 중요했던 것은 유고슬라비아 연방의 해체, 크로아티아 및 보스니아 헤르체고비나 내에 거주하고 있는 세르브인에 대한 자결권 문제, 유고슬라비아를 탈퇴한 공화국 간의 이전 국경에 대한 국제적 지위 여부를 다루는 심사였다. 중재위원회의 의견 제4-7호 및 10호에서는 구 유고슬라비아 연방의 국제법적인 성격과 유럽 공동체가 개발한 신생국가 인정 기준의 준수 여부에 대한 문제를 자문했다. 의견 제8-9호에서는 위원회가 국가승계의 전반적인 문제를 해결하러 시도했으며, 이 문제는 나중에 의견 제11-15호에서 보다 구체적으로 해결되었다.
위원회의 결론은 유럽 공동체와 각 회원국의 대유고슬라비아 정책에 큰 영향을 미쳤다. 이 위원회가 유고슬라비아의 해체와 이 후 발칸반도의 신생국가간의 관계로 발생한 모든 문제를 다루진 않았지만, 위원회의 결론을 통해 신생국가의 국가인정에 대한 국제공법 발전에 큰 기여를 했다.

## 배경

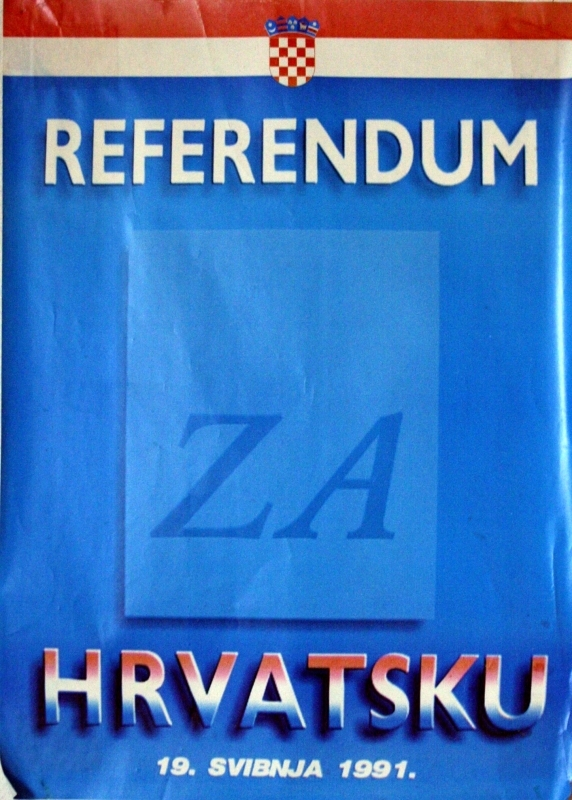
1991년 크로아티아의 독립 국민투표 찬성표를 찍으라고 독려하는 포스터

1990년에서 1991년 사이 세르비아 사회주의 공화국과 유고슬라비아 연방 내 타 공화국(특히 슬로베니아와 크로아티아) 간 사이 모순, 즉 경제적, 정치적, 민족적 성격의 갈등이 커지기 시작했다. 1990년 12월 23일 실시된 슬로베니아 독립 국민투표에서 압도적 다수가 공화국 독립에 찬성했고, 1991년 5월 19일에 열린 크로아티아 독립 국민투표에서도 압도적 다수가 공화국 독립에 찬성했다(두 공화국 모두 1991년 6월 25일 독립선언문을 채택했다). 1991년 3월 초에는 파크라츠에서 크로아트계와 세르브계의 유혈 충돌이 발생했다. 추가 충돌을 막기 위해 유고슬라비아 인민군이 현장에 파견되었다. 1991년 3월 9일에는 베오그라드에서 열린 시위가 군의 도움으로 강제 진압되었다. 1991년 3월 31일에는 크로아티아의 플리트비체 국립공원에서 세르비아쪽 자원군의 지원을 받은 세르비아 크라이나 민병대와 크로아티아 경찰 사이 유혈 충돌이 발생해 2명이 사망했다. 이런 유혈 충돌은 슬로베니아에서의 짧은 전쟁과 크로아티아 독립 전쟁으로 이어진다.

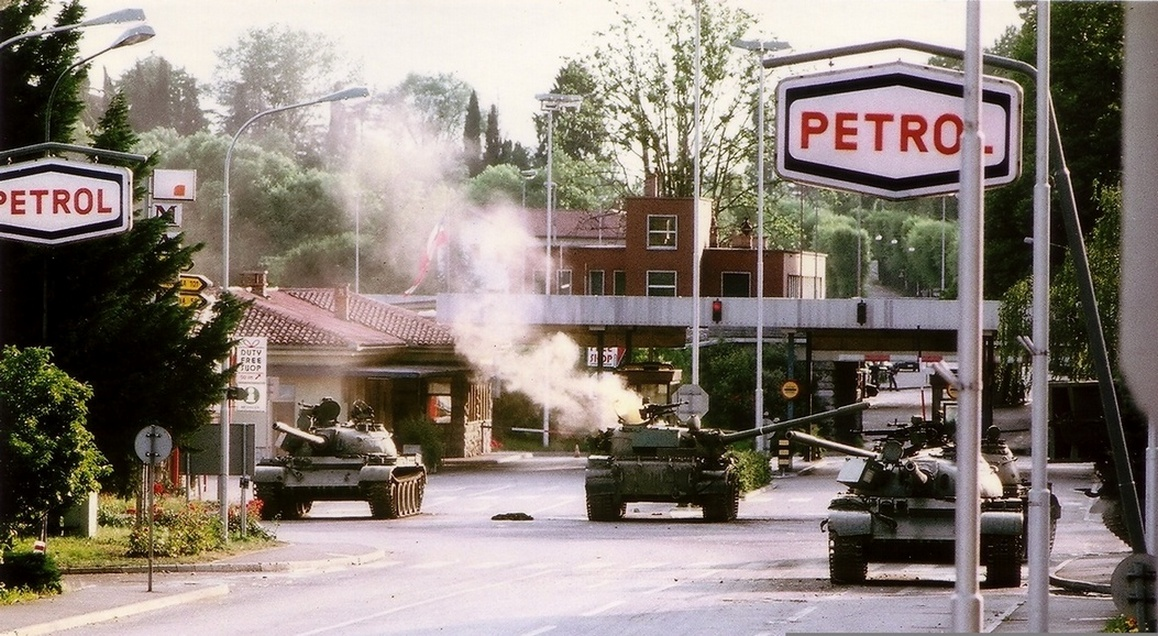
1991년 10일 전쟁에서 슬로베니아와 유고슬라비아가 교전했다. 사진은 로주나돌리나에 있는 이탈리아-슬로베니아 국경초소에서 유고슬라비아 인민군 전차가 교전하는 모습.

1991년 초 유고슬라비아 내 무력 충돌이 임박했다고 예상한 유럽 공동체는 유고슬라비아 연방에 중재 지원을 제안했다. 유고슬라비아 연방은 유럽 공동체의 중재에 동의한 후 유럽 공동체에서 전쟁 내 각 세력들과 일련의 협의를 진행했다. 1991년 7월 7일에는 브리유니 협정이 체결되어 모든 유고슬라비아군이 철수한 슬로베니아에서 전쟁이 종식되었다. 브리유니 협정에서는 슬로베니아와 크로아티아의 독립 발효를 3개월 유예하는 대신 향후 유고슬라비아의 연방구조에 대해 협상을 시작해야 한다고 합의했다. 한편 이 협정은 크로아티아의 전쟁 중단에는 아무런 영향을 미치지 못했다. 1991년 늦여름에는 분쟁 해결을 위해 유고슬라비아에 관한 유럽 공동체 회의가 열렸다. 이후 이 회의에 유엔 및 유럽 안보 협력 기구(OSCE) 등 기타 국제기구가 참여하기 시작하면서 구 유고슬라비아에 관한 국제 회담으로 알려지게 된다.

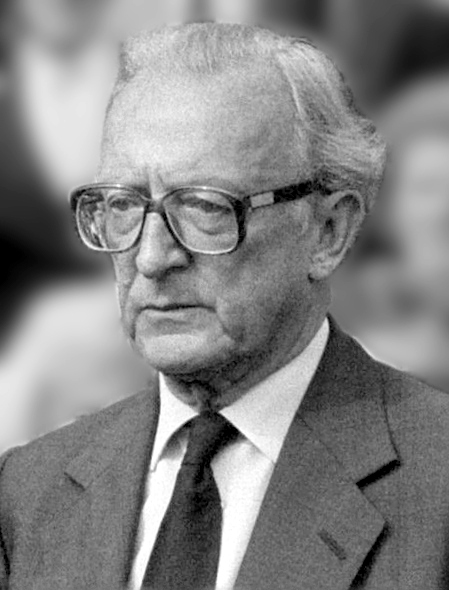
제6대 캐링턴 남작 피터 캐링턴.

1991년 이 회담은 전 NATO 사무총장이었던 피터 캐링턴 경이 의장을 맡았으며, 1992년부터는 유엔 사무총장 특사인 사이러스 밴스가 공동의장을 맡았다.
처음 이 회담은 유고슬라비아의 향후 헌법 구조와 그 보존에 대한 권고안을 제시하는 임무를 받았다. 하지만 1991년 10월 8일 브리유니 협정에 따른 유예일이 지나고 슬로베니아와 크로아티아가 일방적으로 독립을 선언했고, 이 회담은 유고슬라비아에서 분리독립한 신생국의 국가승인을 인정하는 방향으로 활동을 조정했다. 연방 보존은 회담의 목표에서 벗어나게 되었다.
유고슬라비아 위기와 관련하여 분쟁이 빚어진 법적 문제를 해결하기 위해 1991년 8월 27일 유럽 공동체는 법률 전문가로 구성된 특별중재위원회를 구성하여 국가승계, 자결권, 국경 확정, 기타 헌제성 법률 및 국제법 문제와 관련해 발생한 모든 문제 상황에 대해 이 평화회의에서 자문 의견을 제공하기로 결정했다.
1991년 12월 17일 브뤼셀에서 열린 유럽 연합 외무장관 회의에서 구 유고슬라비아 공화국에도 적용될 아래와 같은 국가승인 기준을 공식적으로 정했다.
- 유엔 헌장, 헬싱키 협정, 파리 헌장의 조항 준수
- 국경 불가침 원칙에 대한 존중
- 인권과 자유 존중, 민주주의 체제 구축, 소수민족 및 소수인에 대한 권리 보장
- 군축 및 핵무기 비확산에 관한 약속 채택
- 국가승계 문제를 포함한 지역 분쟁의 평화적 해결

이러한 기준 제시와 동시에 유럽 연합은 유고슬라비아에 관한 선언을 채택했는데 이 선언에서는 독립한 공화국이 1991년 12월 23일까지 독립국으로 인정받고 싶다는 의사를 유럽 연합 기관에 제출할 것, 인정 기준을 충족하고 여기에 명시된 모든 의무를 수용할 준비가 되어 있을 것, 유고슬라비아 회담 협약 초안에 명시된 인권 및 소수민족 권리 보장 의무를 이행할 것, 유고슬라비아 협약 이행 지원 등이 포함되어 있다.
이 기준은 어디까지나 권고적인 성격이었으나 중재위원회의 작업과 신규 국가 인정에 대한 유럽 연합의 결정에서 핵심적인 역할을 했다.

## 위원회 구성

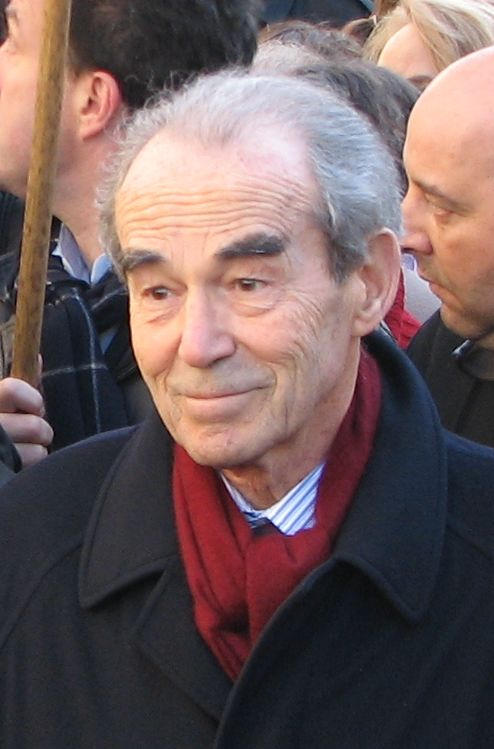
중재위원회 위원장인 로베르 바댕테르

원래 위임장에 따르면 중재위원회는 유럽 공동체와 유고슬라비아 연방정부가 공동으로 동수로 임명하는 5명의 위원으로 구성하기로 계획되었다. 당시 유럽 공동체 측에서는 프랑스, 독일, 이탈리아 헌법재판소장을 위원회 위원으로 선임했고 나머지 2명은 유고슬라비아 정부 측에서 선임하기로 했다. 하지만 유고슬라비아 정부가 내부 문제로 후보를 계속 선출하지 못하자 유럽 공동체 회원국 3개국은 스페인과 벨기에 헌법재판소장을 독립적으로 임명해 공석을 채웠다.
1991년부터 1992년까지 중재위원회 위원 구성은 다음과 같다.
- 로베르 바댕테르 - 프랑스 헌법평의회 의장(위원 과반수의 지지로 중재위원장에 선출)
- 로만 헤어초크 - 독일 연방헌법재판소 재판소장
- 알도 코라사니티 - 이탈리아 헌법재판소장
- 프란시스코 토마스 이 발리엔테 - 스페인 헌법재판소장
- 이레느 페트리 - 벨기에 헌법재판소장

1993년 구 유고슬라비아가 멸망한 후 유럽 공동체의 주도로 중재위원회가 재소집되어 구 유고슬라비아 연방의 후속국가 사이에 남아 있는 미해결 문제와 관련하여 11~15호 의견을 제시했다. 이 중재위원회의 구성은 3번째 위원은 유럽 연합 회원국의 헌법재판소 또는 대법원의 재판소장 혹은 재판관 중에서 유럽 연합 각료위원회가 임명했으며, 4번째 의원은 유엔 국제사법재판소 재판관 혹은 적절한 자격을 갖춘 사람 중에서 국제사법재판소장이 임명했으며 5번째 의원은 현직 재판관 중 유럽인권법원장이 임명했다. 특정 문제에 관해 국가간 분쟁이 발생할 경우 분쟁당사국은 상임위원 외에도 유럽 안보 협력 기구 참여국의 헌법재판소 및 기타 대법원의 현직 재판관 중에서 또는 위원회의 4/5번째 의원 선정과 같은 방식으로 선정된 임시위원을 위원회에 제시할 수 있었다.
후자의 위원회 구성원은 아래와 같다.
- 로베르 바댕테르 - 프랑스 헌법평의회 의장(중재위원회 위원장 직위 유지)
- 로만 헤어초크 - 독일 연방헌법재판소 재판소장
- 프란체스코 파올로 카사볼라 - 이탈리아 헌법재판소장
- 호세 마리아 루다 - 전 국제사법재판소 재판관(1988~1991년)
- 엘리사베트흐 팔름 - 유엔인권재판소 재판관

## 위원회 활동
1991년 말부터 1993년까지 중재위원회는 유고슬라비아의 해체와 관련된 주요 법적 쟁점에 대해 15개의 의견을 발표했다. 의견 1~3호와 8~10호에 대한 위원회의 전문은 1991년 11월 20일 유고슬라비아 회담의 의장인 케링턴 경이 공식 문서화하여 전달했다. 동시에 의견 2~3번의 질문은 원래 세르비아 사회주의 공화국 정부가 제시했지만 케링턴 경의 재량에 따라 문구가 일부 변경되었다. EEC 각료위원회는 구 유고슬라비아 공화국의 의견 4~7호를 인정해야 한다는 의견에 대해 의견 4~7의 질문을 공식화했다. 의견 11~15호의 질문은 1993년 4월 20일 구 소비에트 공화국의 승계와 관련된 특정 문제를 해결하기 위해 CICJ 위원회 공동의장이 준비했다.
세르비아와 몬테네그로는 중재위원회의 권한에 두 차례 이의를 제기했는데, 이들은 중재위원회에 부과된 권한의 한계를 초과하는 자문 의견을 제시했다고 주장했다. 두 차례 모두 위원회는 이 주장을 기각하고 각 사안은 문제가 없다고 말했다. 그 외 나머지 공화국은 위원회가 활동하는 동안 한 번도 이의를 제기하지 않았다.
위원회가 처음 10건의 의견을 발표했을 당시에는 중재 절차가 자세하게 규정되어 있지 않았다. 1991년 8월 27일 유럽 공동체 선언에서는 유고슬라비아의 위기 해결을 위해 특별히 소집된 유고슬라비아 회담의 틀 안에서 분쟁당사국 간의 모든 분쟁을 회부할 중재기구를 설립하고 중재 방식도 결정해야 한다고 선언했다. 중재위원회의 중재 절차에 대해서 어느 정도 명확성은 1991년 9월 3일 유럽 공동체 선언에서 확립되었으며, 이는 이미 중재위원회 발족 이전에 해결해야 할 분쟁 문제를 유고슬라비아 회의 위원장이 제기하고 기타 위원장이 발표할 의견 형태의 기구에 대해 규정했다. 기타 중재 절차의 규칙은 해당 분야의 일반원칙과 국제적 관행에 따라 중재위원회가 직접 세웠다. 국제적 관행에서 중재는 전통적으로 중재자에게 의존했고 이 결정을 자발적으로 이행해 국가 간의 분쟁을 해결하는 방법으로 이해되었기 때문에 유고슬라비아 공화국이 유고슬라비아 평화 회담 중재위원회에 적극 참여했다는 것은 신사협정의 형태를 취한 중재절차에 동의했음을 가리킨다.
1993년 초 세르비아와 몬테네그로가 중재위원회의 권한에 대해 이의를 제기하면서 그 영향으로 운영위원회는 절차 규칙을 만들고 중재위원회의 권한에 대해 보다 세밀하게 정의한다. 이후로 중재위원회는 고전적인 중재 모델에 따라 제출된 국가간 분쟁을 해결하고 권위 있는 조언이 필요한 분쟁에 대해 자문의견을 제시하는 기능을 수행했다. 이 권한은 국제사법재판소의 권한과 유사하다.

## 같이 보기
- 유엔 안전 보장 이사회 결의 제777호
- 코소보 독립 선언에 대한 자문의결기구
- 세르비아 과학 예술 아카데미 각서

## 참고 문헌
- Guskova, Elena (2001). 〈Создание международной конференции по бывшей Югославии〉 [Establishment of an international conference on the former Yugoslavia]. 《История югославского кризиса (1990—2000)》 [History of the Yugoslavian Crisis] (러시아어). Moscow: Russian Law/Russian National Foundation. ISBN 5-94191-003-7.
- Pellet, Allain (1992). “The Opinions of the Badinter Arbitration Committee: A Second Breath for the Self-Determination of Peoples” (PDF). 《European Journal of International Law》 3 (1): 178-185. doi:10.1093/oxfordjournals.ejil.a035802. 2024년 1월 11일에 확인함.
- Ramcharan, Bertrand G. (1997). 〈Opinions of the Arbitration Commission〉. 《The International Conference on the Former Yugoslavia: Official Papers》 (영어) 2. The Hague; London; Boston: Kluwer Law International. 1259–1302쪽. ISBN 978-90-411-0436-6.
- Türk, Danilo (1993). “Recognition of States: A Comment” (PDF). 《European Journal of International Law》 4 (4): 66–91. doi:10.1093/oxfordjournals.ejil.a035855. 2024년 1월 11일에 확인함.